# Guszle
A guszle vagy guszla (magyarul használt alak: guzlica) leginkább a gadulkához és a mandolinhoz hasonló egyszerű húros, vonós hangszer, amelyet főként a Balkán-félszigeten és a szláv országokban használnak. Leghíresebbek a juharfából készült guszlák, kecskebőrrel bevonva és hosszú fogantyúval ellátva, amelyre lószőrből készült húr feszül. 
A délszláv guszlár dalnokok régi népdalokat, epikai népkölteményeket énekelnek régi dicsőségről a guszla mellett. 
Meghallgatás:  Szerb guszle hang?*